# 우리 사랑하게 됐어요
〈우리 사랑하게 됐어요〉는 MBC에서 방송했던 《우리 결혼했어요 2기》(2009년 8월 9일까지는 《일요일 일요일 밤에》의 코너로 방송)에서 가상 커플로 출연했던 2AM의 조권과 브라운 아이드 걸스의 가인의 싱글이다. 2009년 12월 17일에 로엔 엔터테인먼트에서 발매됐다. 녹음 과정은 12월 26일에 방송을 통해서 공개됐다. 가온 차트가 신설되고 첫 주가 되는 2010년 2주차의 디지털 차트와 모바일 차트에서 1위를 차지하게 된다.

## 수록곡
| #            | 제목                              | 재생 시간 |
| ------------ | --------------------------------- | --------- |
| 1.           | 〈우리 사랑하게 됐어요.〉         | 3:40      |
| 2.           | 〈우리 사랑하게 됐어요.〉 (Inst.) | 3:40      |
| 총 재생 시간 | 총 재생 시간                      | 7:20      |

## 차트
| 차트                          | 최고 순위 | 비고  |
| ----------------------------- | --------- | ----- |
| 대한민국 가온 디지털 차트     | 1         | [ 1 ] |
| 대한민국 가온 벨소리 차트     | 1         | [ 2 ] |
| 대한민국 가온 통화연결음 차트 | 1         | [ 3 ] |
| 대한민국 멜론 차트            | 1         |       |

| 차트                          | 최고 순위 | 비고  |
| ----------------------------- | --------- | ----- |
| 대한민국 가온 디지털 차트     | 2         | [ 4 ] |
| 대한민국 가온 벨소리 차트     | 1         | [ 5 ] |
| 대한민국 가온 통화연결음 차트 | 1         | [ 6 ] |
| 대한민국 멜론 차트            | 1         |       |

### 내용주
1. ↑  2009년 12월 27일 ~ 2010년 1월 2일

### 참조주
1. ↑  “2010년 02주차 Digital Chart”. 《가온 차트》. 한국음악콘텐츠산업협회. 2016년 4월 2일에 원본 문서에서 보존된 문서. 2016년 11월 24일에 확인함.
2. ↑  “2010년 02주차 Mobile Chart”. 《가온 차트》. 한국음악콘텐츠산업협회. 2016년 11월 24일에 확인함.
3. ↑  “2010년 02주차 Mobile Chart”. 《가온 차트》. 한국음악콘텐츠산업협회. 2016년 11월 24일에 확인함.
4. ↑  “2010년 1월 Digital Chart”. 《가온 차트》. 한국음악콘텐츠산업협회. 2016년 8월 9일에 원본 문서에서 보존된 문서. 2016년 11월 24일에 확인함.
5. ↑  “2010년 1월 Mobile Chart”. 《가온 차트》. 한국음악콘텐츠산업협회. 2016년 11월 24일에 확인함.
6. ↑  “2010년 1월 Mobile Chart”. 《가온 차트》. 한국음악콘텐츠산업협회. 2016년 11월 24일에 확인함.